# رقص شبح

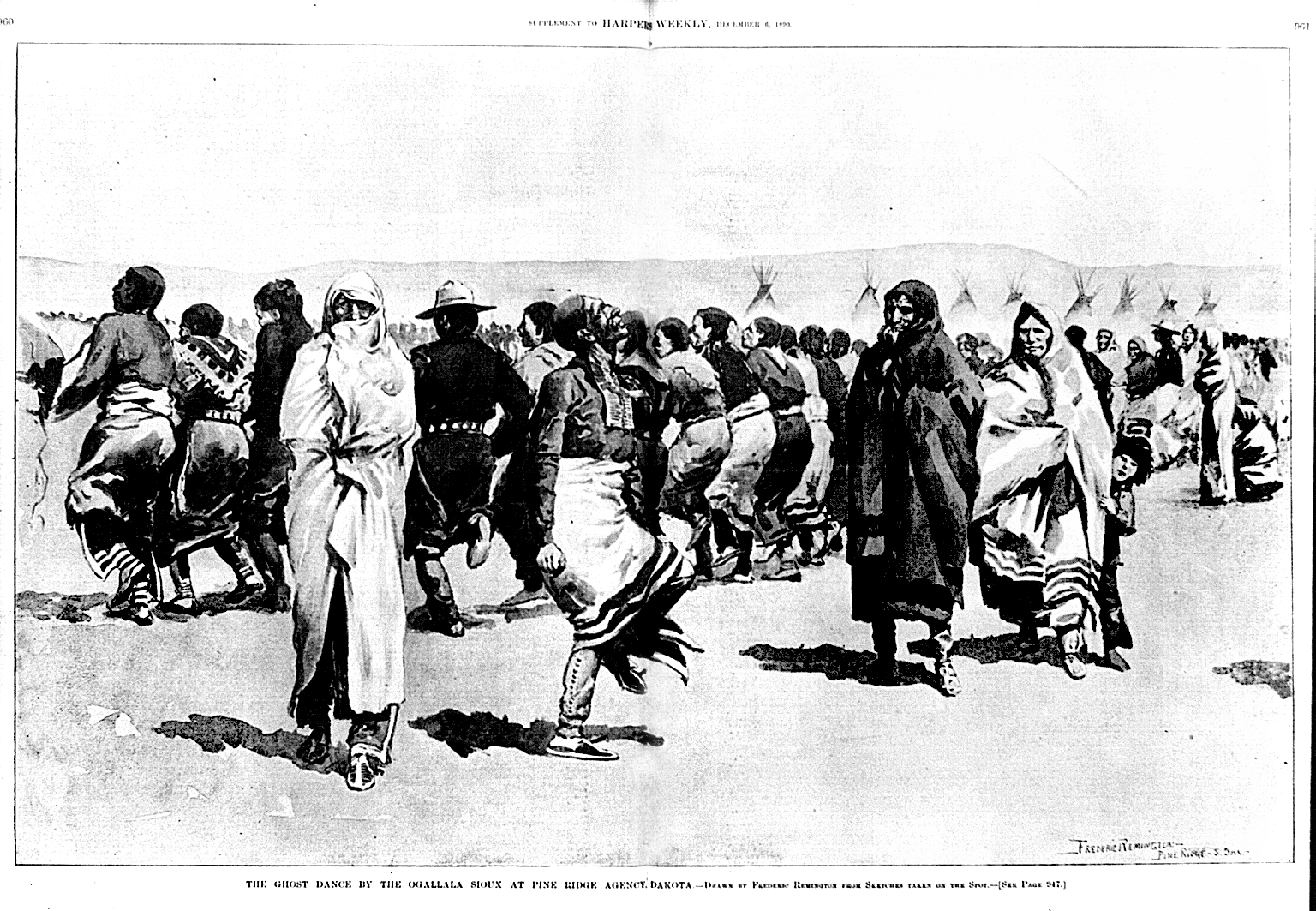
رقص شبح ۱۸۹۱–۱۸۸۹ توسط قبیلهٔ اوگلالا لاکوتا در پاین ریج. تصویربرداری توسط فردریک رمینگتون، ۱۸۹۰.

رقص شبح (انگلیسی: Ghost Dance) که همچنین رقص شبح ۱۸۹۰ از آن نام برده می‌شود، مراسمی بود که درون مجموعه باورهای متعدد سرخ‌پوستان ایالات متحده آمریکا قرار داشت. طبق آموزه‌های پیشوای مقدس پایوت شمالی، وُوُکا (که بعد نامش را به جک ویلسون تغییر داد)، انجام مناسب رقص باعث پیوستن ارواح مرده با زنده‌ها می‌شود، ارواح به نفع آنها وارد جنگ می‌شوند، توسعه طلبی آمریکا به سمت غرب را خاتمه داده، و صلح، آبادانی و اتحاد را برای بومیان آمریکا در سرتاسر منطقه، به همراه می‌آورد.
رقص شبح بر اساس رقص دست در دست، رقص سنتی بومی آمریکا است. رقص شبح اولین بار در سال ۱۸۸۹ توسط مردم پایوتی شمالی ایالت نوادا به اجرا درآمد. اجرای این رقص در بیشتر مناطق غرب ایالات متحده آمریکا فراگیر شد و به سرعت به نواحی کالیفرنیا و اکلاهما رسید. همان‌طور که رقص شبح از نقطه کانونی خود که ایجاد شده بود به دیگر مناطق در حال گسترش بود، قبایل مختلف جنبه‌های گزیده رسم را با اعتقادات خود تلفیق کردند.